# Museo Carretero
Museo Carretero es un museo de España que entretiene al público con la historia del desarrollo de las carreteras, ante sus orígenes hasta la actualidad, el museo explora lo que sería la construcción y conservación de caminos y carreteras, así como los aspectos relacionados con el transporte y la movilidad, está ubicado en Vilviestre del Pinar que muestra el oficio del carretero. 
Este Museo, legalizado por la Junta de Castilla y León, dispone de un buen número de objetos que permiten un viaje por la vida de los carreteros de la Sierra.
La Fragua fue necesaria en todos los pueblos serranos de carreteros. Normalmente era pública, aunque también las había de propiedad privada.
En la construcción y reparación continua de las carretas, necesitaban los apareadores no sólo la madera sino también los útiles de hierro.
Los callos con los que se herraba al ganado, se construían en las fraguas, así como las clavijas, morriones, cuñas, cinchas para el cubo, charponeras, morenas, bociles, soportes de galga, chavetas, entre otros más. Durante todo el año, las fraguas estaban activas, pero de manera muy especial en los meses de invierno, época en que residían la mayor parte de los carreteros en los pueblos serranos, donde reparaban y construían nuevas carretas.
Por la importancia que tuvo en la carretería, la fragua figura en el paisaje del Museo Carretero con un interés especial.